# 徐洛鏘
徐洛鏘（1989年12月21日—），香港音樂製作人，與多位歌手、音樂人合作，並參與音樂製作上不同的工作。作品包括《女人俱樂部》主題曲〈星斗群〉、《忠奸人》主題曲〈灰色命運〉、《使徒行者》片尾曲〈越難越愛〉、《武则天》插曲〈不顾一切〉。他更參與TVB不同的大型綜藝節目音樂編曲如：10月1日國慶晚會、歡樂滿東華、星光熠熠耀保良等等。
2016年3月6日，於TVB節目《J2靚聲王》任嘉賓，除了分享作曲故事之外，他還為譚嘉儀彈琴伴奏和唱，帶來〈越難越愛〉這首熱播電視劇金曲，及與林師傑合唱一曲〈青春頌〉。
Damon亦擔任大型音樂比賽之評審 如《超級巨聲》《聲夢傳奇》《中年好聲音》等等。

## 作品列表

### 2010年
- 4anda - Listen To My Heart（曲／詞／編／監）
- 4anda - 宅男（編／監）
- 洪　杰 - 絕望別要沮喪（詞）
- 李逸朗 - 誰（編）
- 陳偉霆 - Flying Away（曲／詞／編）
- 陳偉霆- 隨便（詞／編）
- 群　星- 飛虎群星賀新歲（可凌合曲／Kool G.@Public Zoo、羅永業合詞）

### 2011年
- Twins - 同時重生（曲／編）
- 林欣彤 - 我們不是公主（舒文合曲／編）
- 陳偉霆- One More Chance（曲／編）
- 陳偉霆 - Play Girl（曲／詞／編）
- 陳偉霆 - 化學反應（曲／編）
- 張致恆 - 新boy（編）
- 鍾舒漫 - 倜儻（Kool G@Public Zoo合曲／編）

### 2012年
- 李克勤 - 決戰草原（編）
- 陳偉霆 - Yes Or No（編）
- 陳偉霆 - 女皇 Queen Of World Remix（編）
- 阮兆祥、王祖藍、李思捷 - 爆笑一條龍

### 2013年
- Super Girls - I Belong To U（曲／編）
- 楊愛瑾 - 綿羊（天仔合曲／編）
- 羅力威 - 白色玫瑰（編）

### 2014年
- 王祖藍、薛家燕 - Sunday扮嘢王（《Sunday扮嘢王》主題曲，曲）
- 吳若希 - 休止符（《愛情來的時候單元2》主題曲，李葆源合曲／編）
- 吳若希 - 越難越愛（《使徒行者》片尾曲，曲）
- 安德尊、呂慧儀、林盛斌 - 年代大激鬥（《年代大激鬥》主題曲，曲）
- 羅鈞滿、鄭世豪 - 灰色命運（《忠奸人》主題曲，曲／編）
- 羅鈞滿、鄭世豪、姚兵、唐嘉麟 - 我們的天空（《我們的天空》主題曲，曲）
- 草　蜢、謝安琪 - 聯群結隊（曲）
- 薛家燕、滕麗名、湯盈盈、敖嘉年、麥長青、王梓軒、呂珊 - 喜氣洋洋（編）
- 鄭俊弘 - 考驗（《點金勝手》主題曲，曲／編）
- 鄭俊弘  - 造反（《八卦神探》主題曲，曲／編）
- 關淑怡、林欣彤 - 星斗群（曲）
- 馬德鐘 - 血與汗（《飛虎II》主題曲，曲／編）
- 群　星- We Are The Only One（曲／韋景雲合編）

### 2015年
- C AllStar - 天光（《鬼同你OT》主題曲，曲／編）
- 吳若希 - 我們都受傷（《實習天使》主題曲，曲）
- 許廷鏗 - 忘掉他（曲）
- 鍾嘉欣 - 不顧一切（《武則天》插曲，曲）
- 薛家燕、蕭正楠、麥長青 - 報恩（《倩女喜相逢》主題曲，曲／編）
- 林師傑、譚嘉儀 - Sunday好戲王 （《Sunday好戲王》主題曲，曲／編）

### 2016年
- 何雁詩 - 最真心一對（《EU超時任務》主題曲，曲／編）
- 吳若希 - 最後一次分手（《完美叛侶》主題曲，曲）
- 谷　微 - 安守本份（Eagle Chan合曲）
- 胡鴻鈞 - 天地不容（《殭》片尾曲，曲／編）
- 馬國明、周麗淇 - 心暖（《流氓皇帝》片尾曲，曲／編）
- 側　田 - 同步（《鐵馬戰車》主題曲，曲／編）
- 康　華、樊奕敏、馬蹄露 - 伊人當自強（曲／編）
- 鄭世豪 - 四方（《流氓皇帝》主題曲，曲／編）
- 羅鈞滿、鄭世豪、姚兵 - 乾杯（《流氓皇帝》插曲，曲／編）
- 群　星 - 真的英雄（編）
- 群　星 - 乘風（Amazing Summer2016 主題曲，曲／編）
- 譚嘉儀 - 水中月（曲）
- 潮流（純音樂）（《潮流教主》主題曲，曲／編）
- 樂　瞳 - 夢之國度（曲／編／監）

### 2017年
- 何雁詩 - 太想討好你（曲）
- 吳若希 - 泣血薔薇（《降魔的》插曲，曲）
- 胡定欣 - 我有我美麗（《全職沒女》主題曲，編）
- 黃千庭 Feat. 李礎業 - 里數（黃千庭合編）
- 黃心穎、蔡思貝、馮盈盈、邵珮詩、張寶兒 - 到此一遊（編）
- 鄭俊弘 - 地盡頭（《與諜同謀》片尾曲，曲）
- 鄭俊弘 - 戰勝吧（《超時空男臣》主題曲，曲／編）
- Strike（純音樂）（《乘勝狙擊》主題曲，曲／編）
- 谷　微 - 安守本份2017（《使徒行者2》插曲，Eagle Chan合曲）

### 2018年
- 天命曲（純音樂）（《天命》主題曲，曲／編）
- HANA - 只想與你再一起（《再創世紀》片尾曲，曲）
- HANA - 別再怕（《兄弟》片尾曲，曲）
- 陳展鵬 - 悔別離（《天命》片尾曲，曲／編）
- 戴祖儀 - 未開始的故事（《愛情沒有來的時候》主題曲，Label Li合曲）
- 羅明嘉 - You Are Forever Young（《美女廚房》主題曲，曲／編／監）
- 金　剛、小　儀 - 街坊廚神重出江湖（《街坊廚神重出江湖》主題曲，編）

### 2019年
- 大四喜 - 乜嘢叫做IG我哋唔知（《愛·回家之開心速遞》插曲，曲／編／監）
- 林穎彤 - 忽然又想起你（曲）
- 吳若希 - 愛情無價（《街坊財爺》片尾曲，Eagle Chan合曲）
- 《東張西望》主題音樂（曲／編）

### 2020年
- HANA - 如果你明白（《機場特警》片尾曲，曲）
- HANA - 不能放手（《使徒行者3》片尾曲，曲）
- 伍富橋 - 不知道妳的好（曲）
- 吳若希 - 沒有你並無掛念（《那些我愛過的人》插曲，曲）
- 吳業坤 - 無私者（《殺手》主題曲，曲／編）
- 林穎彤 - 可不可以戀愛（曲）
- 鄭俊弘 - 你是誰（《迷網》主題曲，曲／編）
- 羅天宇、龔嘉欣 - 逆流直上（《香港愛情故事》插曲，何哲圖、韋景雲、馮羚合監）

### 2021年
- JW - 我不想別離（《陀槍師姐2021》主題曲，曲）
- 吳若希 - 錯的一天（《伙記辦大事》片尾曲，曲）
- 吳若希 - 光陰飛逝時（《異搜店》主題曲，曲）
- 吳業坤 - 我是王（《拳王》主題曲，曲／編）
- 吳業坤、周奕瑋 - #好掛住日本（《好掛住日本》主題曲，編／監）
- 連詩雅 - 太在意（《刑偵日記》插曲，曲）
- 聲夢傳奇參賽者 - 造夢時學會飛行（《聲夢傳奇》主題曲，曲）
- 鍾柔美 - 不想輕躺（《青年心城之撐起青春》主題曲，曲／編）
- 譚嘉儀 - 你我她（《七公主》主題曲，曲）
- 張振朗 - 勝利在我面前（《拳王》插曲，張婉兒合曲）

### 2022年
- HANA - 天荒不老（《鐵拳英雄》片尾曲，曲）
- 張馳豪 - 色彩背面（《十八年後的終極告白2.0》主題曲，曲）
- 群　星 - 今年好笑口（監）
- 鍾柔美、詹天文、林沚羿、冼靖峰、張馳豪、黃奕斌 - 青春不要臉（《青春不要臉》主題曲，曲／編）
- 何晉樂、孫漢霖 - 身分對調（《雙生陌生人》主題曲，曲／Eagle Chan合編）
- 詹天文 - 再說我願意（《雙生陌生人》片尾曲，曲）
- 周嘉洛 - 我就是主角（《痞子殿下》主題曲，曲／編／劉易昇合監）
- JW - 花不起溫暖（《痞子殿下》插曲，曲）
- Darkness to the Night（《黯夜守護者》主題曲，曲）
- 謝東閔 - 輕輕一轉（《黯夜守護者》片尾曲，曲／編／韋景雲合監）
- 袁偉豪 - 一生何求（《我們的主題曲》節目內之翻唱作品，編／監）
- 何沛珈、陳懿德 - 連續劇（《我們的主題曲》節目內之翻唱作品，編／監）
- 林智樂 - 一生何求（《下流上車族》插曲，編）
- 蔡愷穎 - 幸運是我（《下流上車族》插曲，編）
- HANA - 不悔的決心（《超能使者》插曲，陳天翱合譜）

### 2023年
- 薛家燕、曹永廉、麥美恩、黃子恆、朱智賢、馬貫東、江嘉敏 - 黃金萬両（《黃金萬両》主題曲，編／監／Vincent Liauw合曲）
- 鄭俊弘 - 寶藏在原地（《新四十二章》主題曲，曲／編）
- 張馳豪 - 隱形火（《隱形戰隊》主題曲，曲）
- 吳業坤 - 離場沒理由（《隱形戰隊》插曲，曲）
- 戴祖儀 - 停留在過往的傷害 (「由他」國語版，編／監）
- 谷婭溦 - 不會道別（《你好，我的大夫》插曲，曲）
- 吳若希 - 孤島（《旁觀者》主題曲，曲／編）
- 吳若希、陳展鵬、戴祖儀、吳業坤 - 盡情唱（《香港人在北京》主題曲，曲／編）
- 戴祖儀、吳業坤 - 想跟你好好道別我怕來不及（《香港人在北京》插曲，編）

### 2024年
- 冼靖峰 - 本尊不是我（《本尊就位》主題曲，曲／編）
- 中年好聲音2 - 中年好運來（監）
- 李泇霖 - 女二（監）
- 李泇霖 - 居於心裡（監）

### 2025年
- 李泇霖 - 中女的幸福（編／黃文漢合監）
- 吳業坤 - 一切豁開（《奪命提示》插曲，曲／編）
- 戴祖儀 - 日夜顛倒的主角（《麻辣商驕》主題曲，監）

## 獎項
- 2012年，憑《The Game》- 一首R&B/RAP的風格而晉身「第24屆Cash 流行曲創作大賽」最後十強，更得到歌手羅孝勇幫忙演繹作品。
- 2014年，《越難越愛》於iTunes連續多日奪得冠軍位置，更於KKBOX連續四個多月奪得冠軍位置（8月發行至到2014年12月21日），成為熱門銷量的歌曲之一，並獲得多個獎項。

## 外部連結
- 徐洛鏘的Facebook專頁
- 徐洛鏘的Instagram帳戶
- 徐洛鏘的新浪微博
- 網紅歌手戴祖儀簽星夢出歌　劇集主題曲套路變新人「入屋」指南？ （页面存档备份，存于）